# Gerta Blaschka
Gerta Blaschka geborene Schneider (* 18. August 1908 in Mannheim; † 26. Februar 1999 in Bad Neustadt a.d.Saale) war eine deutsche Prähistorikerin und Geodätin.

## Leben
Gerta Schneider nahm schon 1920 und 1921 als 12- und 13-jährige Schülerin erstmals an Ausgrabungen in Riedschachen und Aichbühl bei Bad Schussenried teil, die vom regionalen Urgeschichtlichen Forschungsinstitut im südwestdeutschen Federseemoor durchgeführt wurden. 1928 nahm sie in Lausanne ein Studium verschiedener Sprachen, Volkswirtschaft, Vorgeschichte, Geographie und der Klassischen Archäologie auf. Danach wechselte sie recht rasch die Universitäten, zunächst Wien, dann München und Heidelberg, seit dem Sommersemester 1930 schließlich in Tübingen. Dort wurde sie am 1. März 1933 promoviert. Thema der Dissertation war Der vorgeschichtliche Wagen in Deutschland. Nach der Promotion wurde Blaschka Assistentin von Hans Reinerth, einem Pionier der modernen Siedlungsarchäologie, der zugleich aber auch mit seinen engen Verbindungen zum Amt Rosenberg, dessen Abteilung für Vor- und Frühgeschichte er leitete, für den Opportunismus gegenüber den Nationalsozialisten stand. Blaschka war unter anderem mit der Redaktion seiner Schriften betraut und war für die Organisation seiner Grabungen zuständig. Nach der deutschen Eroberung Frankreichs arbeitete sie („Dr. Gerta Schneider“) ihrem Kollegen Werner Hülle vom „Reichsamt für Vorgeschichte der NSDAP“ zu, als dieser im Auftrag von Alfred Rosenberg in der Bretagne die Steinreihen von Carnac aufnahm.
Zwischen 1944 und 1946 leitete sie die Ausweichstelle des Instituts für Vor- und Frühgeschichte Berlin in Schloss Salem am Bodensee. In der Zeit von Reinerths Internierung, 1945 bis 1950, leitete sie zudem die Ausgrabung der Pfahlbausiedlung von Unteruhldingen. 1951 wurde sie dort wissenschaftliche Assistentin am Museum und leitete unter anderem den Wiederaufbau der Freilichtanlagen. Zudem war sie Redakteurin der Zeitschrift Vorzeit am Bodensee. In dieser Zeit entstanden mehrere kleinere Schriften. Seit 1956 widmete sich Blaschka einem neuen Betätigungsfeld. Wie der Großteil der in den 1920er bis 1940er Jahren in Berlin und Tübingen ausgebildeten Archäologinnen, die auch aktiv gearbeitet hatten, konnte Blaschka sich nach der Rückkehr der Männer nicht mehr im Archäologenberuf halten. Sie arbeitete am mehrsprachigen Wörterbuch für Geodäsie mit, an dessen Entstehung sie maßgeblichen Anteil hatte und das am Institut für Angewandte Geodäsie in Frankfurt am Main angesiedelt war. Zudem arbeitete sie als wissenschaftliche Bibliothekarin.